# مارك بالكلي
مارك بالكلي (بالإنجليزية: Mark Bulkeley)‏ هو متسابق يخت بريطاني، ولد في 3 أبريل 1979.

## وصلات خارجية
- مارك بالكلي على موقع الاتحاد الدولي للملاحة الشراعية (موقع جديد) (الإنجليزية)
- مارك بالكلي على موقع الاتحاد الدولي للملاحة الشراعية (موقع قديم) (الإنجليزية)
- مارك بالكلي على موقع اللجنة الأولمبية الدولية (الإنجليزية)
- مارك بالكلي على موقع أوليمبيديا (الإنجليزية)
- مارك بالكلي على موقع اللجنة الأولمبية البريطانية (الإنجليزية)